# Gastón de Robertis
Pas d'image ? Cliquez ici

a Compétitions nationales et continentales officielles uniquement.

b Matchs officiels uniquement.
Dernière mise à jour le 4 mai 2024.
Gastón de Robertis, né le 12 mai 1980 à Buenos Aires (Argentine), est un joueur international argentin de rugby à XV. Il évolue au poste de pilier.

## Biographie
Après des débuts au Club San Patricio (en) de Buenos Aires puis au Club Regatas de Bella Vista, il s'engage pour la Western Province en Currie Cup en 2005. Il connaît sa première sélection avec l'équipe d'Argentine contre les Samoa en novembre 2005 puis signe à Catane en Italie.
En mars 2007, il rejoint le Biarritz olympique en tant que joker médical d'Hedley Wessels.
Il participe à plusieurs championnats durant les années suivantes : en Italie à Trévise, en Angleterre à Leicester en tant que joker médical de Boris Stankovich, en Argentine avec la province des Pampas puis en Espagne à l'Unió Esportiva Santboiana.
En janvier 2013, il retrouve le championnat italien à Rovigo.